# Heterocampa lunata
Heterocampa lunata är en fjärilsart som beskrevs av Edwards 1884. Heterocampa lunata ingår i släktet Heterocampa och familjen tandspinnare. Inga underarter finns listade i Catalogue of Life.